# Pavel Dopita
Pavel Dopita (* 22. července 1964 Prostějov) je český politik, pedagog a sportovec, od roku 2018 zastupitel města Prostějov, člen hnutí SPD.

## Osobní život a vzdělání
Vystudoval obor automatizované systémy řízení na Vysokém učení technickém v Brně (získal titul Ing.). Později ještě absolvoval obor general management na CMU Brussel (získal titul MBA) a také obor komerční právo na Evropském polytechnickém institutu (získal titul LL.M.). Na Evropském polytechnickém institutu absolvoval také kurz pedagogiky pro učitele odborných předmětů na střední škole.
Pracovní kariéru začínal v letech 1987 až 1992 jako vedoucí VT v Mechanice Prostějov, od roku 1992 zastává různé ICT pozice ve VZP ČR. V letech 1990 až 1992 byl také učitelem na Obchodní akademii v Prostějově, od roku 2011 vyučuje v oborech ICT a ekonomická informatika na Evropském polytechnickém institutu (dnes Akademie Huspol). Působil také jako učitel na Reálném gymnáziu v Kunovicích (2014 až 2018) a měl pravidelné přednášky na Vysoké škole obchodní a hotelové v Brně (2014 až 2022).
Pavel Dopita žije v Prostějově, místní části Vrahovice. Je ženatý a má jedno dítě.

## Politické působení
V letech 2014 až 2016 byl členem hnutí ANO, za které neúspěšně kandidoval v komunálních volbách v roce 2014 do prostějovského zastupitelstva. Od roku 2018 je členem hnutí SPD, kde od roku 2021 zastává post předsedy Oblastního klubu SPD. V komunálních volbách v roce 2018 byl díky preferenčním hlasům zvolen jako člen SPD zastupitelem města Prostějov. Ve volbách v roce 2022 mandát zastupitele obhájil, kdy byl lídrem prostějovské kandidátky SPD. Od roku 2022 je předsedou Komise pro bezpečnost a prevenci kriminality města Prostějova a současně předsedou Kontrolního výboru při Zastupitelstvu města Prostějova. Byl u zrodu několika programů s protidrogovou tematikou, je autorem projektu Bezpečný Prostějov. Od roku 2023 pořádá v Prostějově pochody za mír a založil skupinu Česká republika za mír.
Ve volbách do Evropského parlamentu v roce 2019 kandidoval na 4. místě kandidátky SPD, ale neuspěl (skončil na 5. místě, tj. jako třetí náhradník). Od roku 2020 je členem Komise pro rozvoj mládeže a sportu Olomouckého kraje.
Ve volbách do Senátu PČR v roce 2018 kandidoval jako člen hnutí SPD v obvodu č. 62 – Prostějov. Získal 6,21 % hlasů, skončil na 8. místě a do druhého kola nepostoupil. Ve volbách do Senátu PČR v roce 2024 opět kandidoval v obvodu č. 62 – Prostějov, tentokrát jako člen hnutí SPD za koalici „SPD, Trikolora“. Podpořily jej také strany PRO 2022, KSČM, SD-SN a ČSNS. V prvním kole skončil druhý, když získal 13,44 % hlasů. Ve druhém kole se utkal s členem hnutí ANO Františkem Jurou, s nímž prohrál poměrem hlasů 27,56 % : 72,43 %. Senátorem se tak nestal.
Ve sněmovních volbách v roce 2025 kandiduje na 8. místě kandidátní listiny SPD v Olomouckém kraji.

## Sport
V letech 1978–1986 se účastnil krajského přeboru juda. V letech 1997–2002 byl ředitelem a aktivním hráčem 2. volejbalové amatérské ligy v Prostějově.
Mezi lety 2016 a 2018 se třikrát umístil na pódiu českého poháru zimních běhů - Innogy winter run.
Na Mistrovství ČR ve středním triatlonu – Pilman 2017 se umístil na 14. místě v kategorii M50. Od roku 2016 se účastní extrémních překážkových závodů Spartan race v kategorii AGE pod vlastní značkou „SPARTAN PÁJA“. V letech 2019 a 2021 se účastnil na ME Spartan race v italském Alleghe a ve švýcarském Verbier, 2022 MS v řecké Spartě.
V roce 2019 vyhlášen sportovcem města Prostějova v kategorii Sportovní hvězda Prostějovských médií za své výsledky v překážkových závodech Spartan Race a propagaci tohoto sportu a workoutových hřišť ve městě Prostějov.
V roce 2015 založil sportovní akci Mikulášský běh Répešákem, který měří 21 km z Hamer na Kopaninku a zpět. Dnes se jedná již o tradiční zimní běh v extrémních podmínkách.
V roce 2024 získal 2. místo na šampionátu Spartan race Slovinska na Bledu, 3. místo na šampionátu Spartan race Rakouska v St. Pöltenu, 3. místo v Hradci nad Moravicí. Dále dvě 4., jedno 5. a dvě 6. místa. Absolvoval a úspěšně dokončil všechny 3 trati armádního závodu Spartan Honor ve VTSÚ Záhorie na Slovensku. Následně získal 9. místo na evropském šampionátu Spartan race v rakouském Kaprunu.
Jako předseda spolku Naše Vrahovice z.s., pořádá několik lokálních akcí, z nichž nejvýznamnější je od roku 2016 Vrahovický bicykl a s přestávkami Vrahovický silák. Je propagátorem workoutových hřišť v Prostějově a předsedou spolku Street workout Vrahovice.